# Le Grimpeur

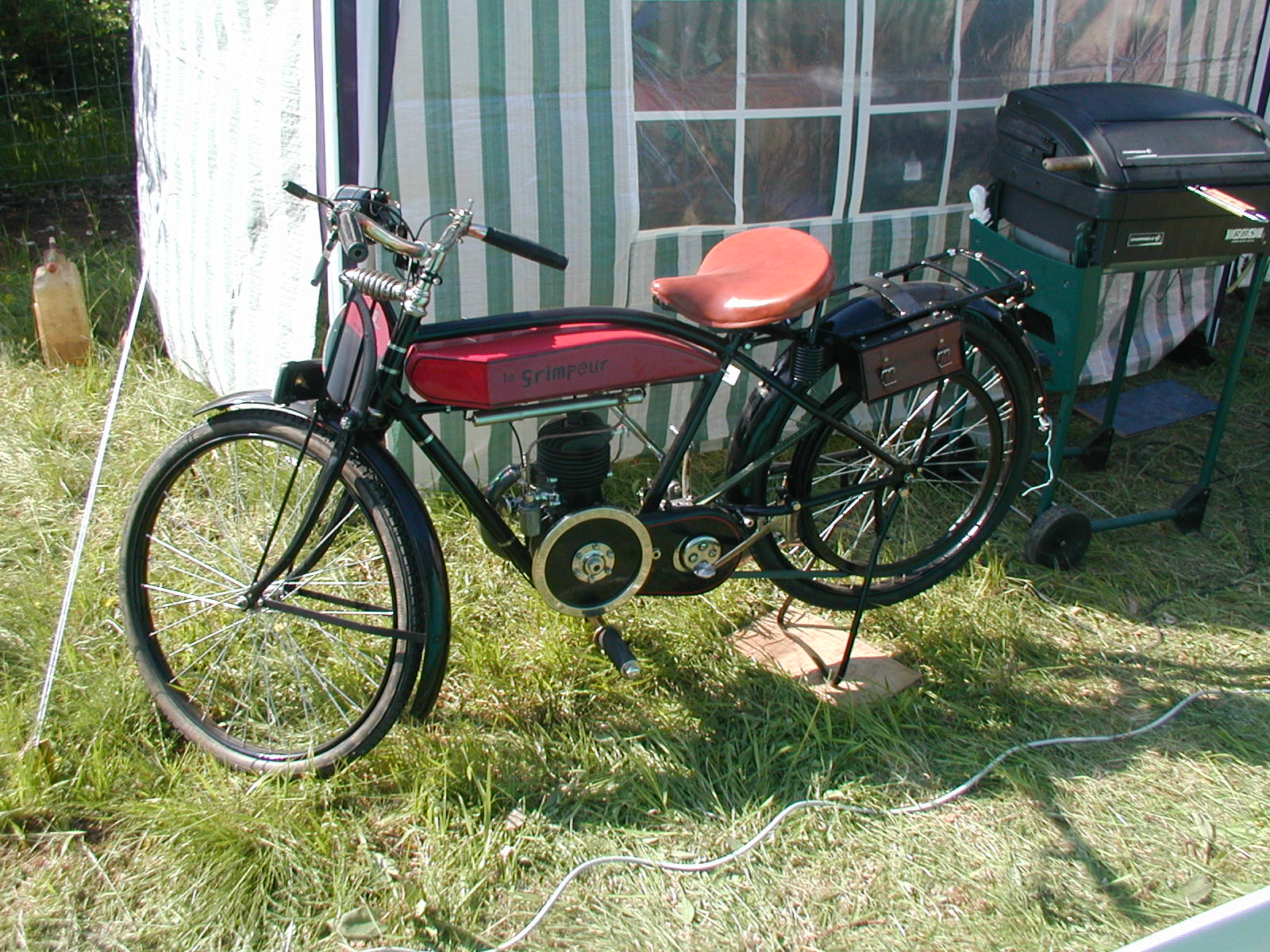
Een "Le Grimpeur" motorfiets uit de jaren twintig

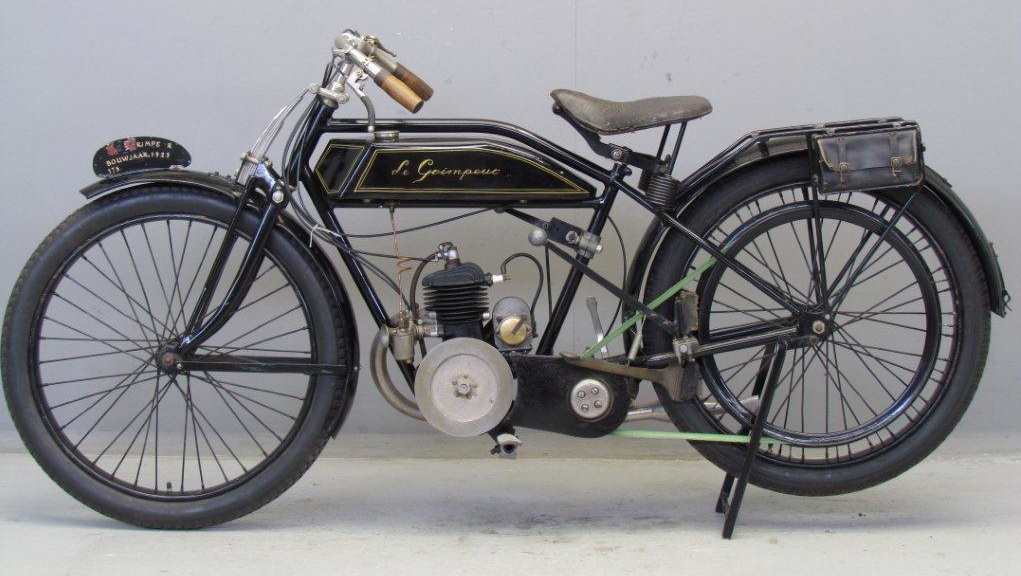
Le Grimpeur 175 cc tweetakt uit 1925

Le Grimpeur is een historisch merk van motorfietsen.
Le Grimpeur: Ets. Fernit, later M. Dresch, Paris.
Frans merk dat rond 1900 werd opgericht en tot 1932 motorfietsen bouwde. Daarvoor werden talrijke inbouwmotoren van MAG, JAP, Aubier Dunne, Stainless, Chaise en andere merken gebruikt. Rond 1926 werd Le Grimpeur opgekocht door Dresch, maar men bleef onder de eigen merknaam motorfietsen maken.